# Пєтрових Марія Сергіївна
Пєтрових Марія Сергіївна (13 [26] березня 1908, Норське, Ярославська губернія — 1 червня 1979, Москва) — російська радянська поетеса і перекладачка. Заслужений діяч культури Вірменської РСР (1970).
Народилася у Норському посаді Ярославської губернії, нині це частина Ярославля, в родині директора фабрики «Товариство Норської мануфактури». У 1914 році вступила в підготовчий клас приватної початкової школи в Ярославлі, закінчила три класи, готувалася до вступу в гімназію. З 1918 року навчалася в Норськ-посадській школі. З 1922 року жила в Ярославлі і вчилася в ярославській школі ім. М. О. Некрасова, відвідувала зборів місцевого Союзу поетів.
У 1925 році переїхала в Москву, вчилась на Вищих державних літературних курсах (там в ці роки вчилися Арсеній Тарковський, Юлія Нейман, Данило Андрєєв, Юрій Домбровський), закінчувала їх в 1930 році екстерном вже як студентка літературного факультету МГУ. Працювала літературним співробітником в редакції «Гудка» і в «Сельхозгиз».
Була в дружніх відносинах з А. Штейнбергом, С. Липкиною, А. Ахматовою, О. Мандельштамом (який присвятив їй вірш «Майстриня винних поглядів»). Про її відносини з ними є сторінки в мемуарах Н. Мандельштам, Е. Герштейн. У червні 1937 року її чоловік, бібліограф і музикознавець Віталій Дмитрович Головачов, був заарештований, постановою особливої наради при НКВС СРСР засуджений до 5 років ВТТ і засланий в Медвеж'єгорськ (Карелія). Він помер в спецтаборі в 1942 році.
У роки війни — в евакуації в місті Чистополь. Працювала над перекладами і заробляла ними на життя.
Мала роман з О. О. Фадєєвим, якому присвятила багато своїх віршів.
За життя вийшла одна невелика малотиражна книга обраної лірики Пєтрових — «Дальнє дерево» (Єреван, 1968).
Похована на Введенському кладовищі.